# Petruccio Ubaldini

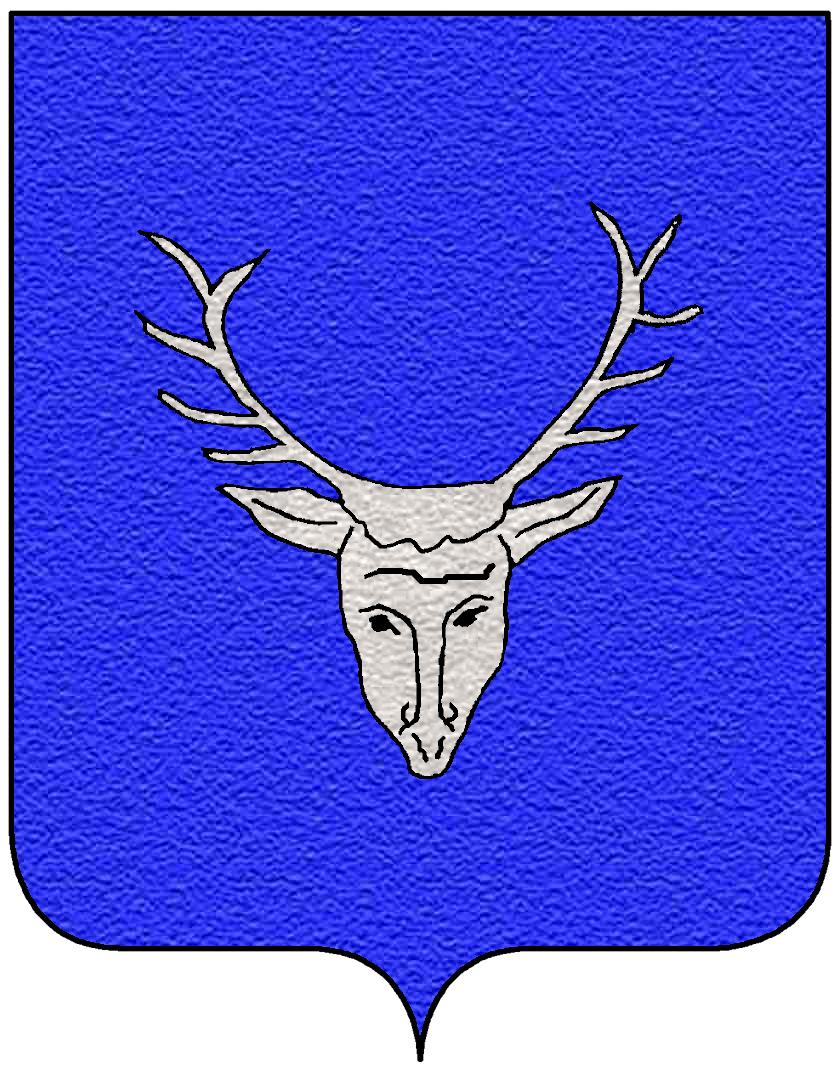
Stemma Ubaldini

Petruccio Ubaldini (Firenze, 1524 – 1600) è stato uno storico e miniatore italiano.

## Biografia
Nato a Firenze verso il 1524, apparteneva ad una delle più antiche e potenti famiglie italiane dell'epoca. Dovette però ben presto lasciare l'Italia, probabilmente a causa delle sue opinioni religiose fin troppo liberali.
Rifugiatosi in Inghilterra, entrò al servizio di Edoardo VI, fiero avversario del Papa. Dopo la morte di Edoardo (1553), Ubaldini rientrò in Italia e si stabilì per qualche tempo a Venezia, dove si occupò della traduzione di Cebe che dedicò al Granduca Cosimo I. Questo lavoro non venne mai pubblicato ed è ancora conservato fra i manoscritti della Biblioteca Laurenziana di Firenze.
In seguito Ubaldini tornò in Inghilterra, dove sembra che abbia trascorso il resto della sua vita e che godesse di gran favore presso la Corte della Regina Elisabetta I. Morì verso la fine del XVI secolo.
Pur essendo stato uno storico, Ubaldini era più conosciuto come miniatore. Uno dei suoi libri miniati, da lui presentato a Elisabetta I, si trova nella Biblioteca Bodleiana  e Walpole fornisce un elenco di altre opere appartenute in precedenza alla Biblioteca Reale e che adesso si trovano, per la maggior parte, al British Museum.